# Pozzo (San Giorgio della Richinvelda)
Pozzo (Pos in friulano pronuncia Pos) è una frazione del comune italiano di San Giorgio della Richinvelda, in Friuli-Venezia Giulia. Secondo i dati reperibili dal censimento ufficiale del comune di San Giorgio della Richinvelda, il paese conta 290 abitanti [1].

## Storia
La villa di Pozzo risale al 1190. Secondo una prima citazione in lingua latina “puteus” il significato della quale è proprio “pozzo”. L’abitato apparteneva alla giurisdizione degli Spilimbergo e la comunità dei fedeli all’antica pieve di San Giorgio. Divenne Curazia nel 1910 e parrocchia nel 1956 per unirsi poi ad Aurava nel 1986. La primitiva chiesa “parrocchiale” della comunità risale al 1281 ed era stata eretta vicino al Tagliamento, nella strada che dalla villa di Pozzo portava ad Aurava, come riporta la citazione: “… et forum Sancte Sabate e forum Cossa in dominica aut festum Sancti Thome”. Al suo posto oggi è rimasta una croce in pietra a memoria dell’antico manufatto sulla via che prende proprio il nome “della Croce” la quale proseguendo muta poi in via “XX Settembre” entrando nel paese di Aurava [2]. Nel 1811, nella suddivisione amministrativa napoleonica, rientra nel comune di San Giorgio della Richinvelda che nel 1866 entra a far parte del Regno d'Italia di Vittorio Emanuele II.

## Monumenti e luoghi d’interesse
- Chiesa di Sant’Urbano e Santa Sabina. Eretta nel 1801, consacrata nel 1803 ed elevata a parrocchiale nel 1956. Fu costruita in sostituzione della chiesa antica dedicata al culto di S. Sabata o S. Sabina il quale era derivazione di un più antico culto ossia quello di S. Maria in sabato. La chiesa conserva ancora oggi un antico altare maggiore del 1531 consistente in un trittico attribuito a Donato Casella. Nel basamento si possono ammirare lo stemma degli Spilimbergo e l’immagine del cameraro maggiore. Il trittico raffigura la Madonna col Bambino e i Santi Urbano e Sabina. Al di sopra si nota una conchiglia attorniata ai suoi lati da due angeli in preghiera. Sopra la conchiglia è posta un’edicola raffigurante il Cristo deposto. La facciata è di gusto settecentesco con richiami neoclassici e con lesene binate sormontate da timpani aggettanti. Ai lati dell’altare vi sono due statue in legno di S. Stefano e S. Giovanni Battista. L’abside è decorata da un mosaico riproducente il volto del Cristo opera del pozzese Attilio Bratti del 1988, mentre a destra vi è un dipinto ad olio del 1992 raffigurante la Moltiplicazione dei pani e dei pesci di Guglielmo Maniaghi. Alla destra della navata sono collocate tre statue: la Vergine, Sant’Antonio da Padova, San Francesco.

- Capitello della Madonna della pietà. Sita all’angolo tra via Manzoni e via Molino, l'edicola è formata da un’unica aula con un tetto a due spioventi e sorretto da quattro colonne ioniche di colore bianco. La Madonna della Pietà è il volto della Madre che abbraccia il Figlio morto e deposto dalla Croce con soprascritto “OPPRESSIT ME DOLOR”. La parete che fa da sfondo è di colore beige-arancio e su di essa è stato incastonato un mosaico raffigurante la Colomba-Spirito Santo che scende dal cielo dietro i raggi del sole. Il mosaico è opera di Attilio Bratti mentre l’incisione è di Nane Zavagno.

- Il vecchio Mulino. Collocato sulla vecchia via Valvasona, si trova l’edificio del vecchio mulino di Pozzo. Costruito da Osvaldo Partenio nel 1855 su progetto dell’ingegnere Giovanni Battista Cavedalis su una struttura precedente, databile al 1621, che era gestita da Valentino molinaro di Pozzo. Il macinatoio e l’annesso lavatoio sorgono sulla Roggia di Lestans che scorre sul torrente Cosa. Nel 1861 il molino è registrato negli archivi austriaci come “mulino da grano con pista da orzo” di proprietà di Luigi e Giuseppe Partenio e gestito da Giacomo Gridello. Nel 1883 fu ceduto a Giordano Marcolini e da lui, a sua volta, ai tre Micoli: Giovanni, Toscano e Andrea. Nel 1897 passò a Luigi Secco e ai figli Erminio e Giuseppe che continuarono l’attività. Nel 1991 cessò definitivamente.

- Museo della civiltà contadina. Istituito e inaugurato nel 1982 da Gelindo Lenarduzzi di Pozzo all’interno di un rustico di piazza S. Urbano, oggi di proprietà del comune di San Giorgio della Richinvelda. Il museo è una raccolta degli strumenti del lavoro della vita contadina e artigiana che la popolazione del territorio un tempo faceva uso quotidianamente. Il museo è frutto della donazione del suo fondatore Lenarduzzi e di altri generosi contributi degli abitanti. Aperto al pubblico, al suo interno è provvisto di una galleria fotografica di vecchie immagini di uomini e donne del mondo rurale del XX secolo.

- La vecchia stazione ferroviaria. Posto all’ingresso ovest del paese, l’edificio della vecchia stazione della linea ferroviaria Casarsa-Spilimbergo inaugurato il 12 gennaio 1893 a un chilometro dal centro di piazza Beato Bertrando con i collegamenti con il resto del territorio nazionale. La linea fu soppressa nel 1987.

- Le vecchie scuole elementari. L’edificio di via Stazione risale al 1902 ed era frequentato dagli alunni di San Giorgio, Pozzo e Aurava. Durante il biennio dell'occupazione tedesca è stato un luogo di prigionia di soldati tedeschi catturati dai partigiani. Nel recente passato l'edificio è stato sede di diverse attività.

## Geografia antropica
Il centro di Pozzo si compone quindi di piazza S. Urbano dalla quale si diramano tre strade disposte in un incrocio a triscele: via IV novembre parte dal camposanto fino alla chiesa parrocchiale, con parallela la via Stazione; via della Croce si diparte dalla piazza per giungere alla frazione Aurava; via Alessandro Manzoni porta a nord verso la frazione Cosa. Da via Manzoni, sulla vecchia via Valvasona, comincia via Molino le cui diramazioni portano al fiume Tagliamento.

## Lingue e dialetti
A Pozzo, accanto alla lingua italiana, la popolazione utilizza il friulano occidentale, una variante della lingua friulana. Nel territorio comunale di San Giorgio della Richinvelda vige la Legge regionale 18 dicembre 2007, n. 29 "Norme per la tutela, valorizzazione e promozione della lingua friulana".